# Ursula Dahlerup
Ursula Dahlerup, 1840, död 1925, var en dansk affärsidkare.  Hon drev från 1896 en nationellt berömd fabrik för tillverkning av madrasser och andra sängkläder, främst Baronesse Dahlerups Patent Madras, och fick sju patent 1896–1914. 
Hon var dotter till målaren Niels Peter Holbech (1804–1889) och Caroline Louise Amalie Gamborg (1809–1873) och gifte sig 1869 med baron Hans Joost Vilhelm Dahlerup (1830–1876), med vilken hon fick tre barn. 
Då hon 1876 blev änka måste hon försörja sig själv. Hon gick en kurs på Tegneskolen for Kvinder och konstruerade en förbränningsklosett och en avkylningsklosett, som ställdes ut på Industriforeningen. Hon deltog i Världsutställningen i Chicago 1893 med ett antal handarbeten, och fick flera priser och internationell uppmärksamhet. Under sitt besök i USA uppmärksammade hon att emigranter som använda dunmadrass ofta blev sjuka, och att bomullsstoppning borde vara mer hälsosamt. Vid hemkomsten fick hon patent på madrasser med stoppning av bomull, som kunde både tvättas och desinficeras, och grundade 1896 en madrassfabrik. Varumärket blev Hygieta. Madrasstillverkningen blev en framgång, då hon fick kontrakt på regelbundna leveranser till sjukhusen. Hon fick ytterligare sex patent fram till 1914. Hon öppnade 1902 ett hem för fattiga kvinnor. Hennes memoarer har utgivits.    